# Phastia rubra
Phastia rubra är en fjärilsart som beskrevs av Paul Thiaucourt 1987. Phastia rubra ingår i släktet Phastia och familjen tandspinnare. Inga underarter finns listade i Catalogue of Life.